# سفارة روسيا في جورجيا
سفارة روسيا في جورجيا هي أرفع تمثيل دبلوماسي لدولة روسيا لدى جورجيا. تقع السفارة في سوخومي وهي تهدف لتعزيز المصالح الروسية في جورجيا.

## وصلات خارجية
- الموقع الرسمي
- قائمة سفارات روسيا
- قائمة السفارات في جورجيا